# Campeonato Brasileiro de Futebol de 1999 - Série B
A Série B do Campeonato Brasileiro de Futebol de 1999 foi uma competição equivalente à segunda divisão do futebol do Brasil. Contando como a 19.ª edição da história, foi disputada por 22 times, que se enfrentaram em três fases. No quadrangular final, os dois clubes mais bem colocados ganharam acesso ao Campeonato Brasileiro de 2000, que seria substituído pela Copa João Havelange.
A competição foi vencida pelo Goiás, um ano após ter sido rebaixado. O clube conquistou o acesso com uma rodada de antecedência no quadrangular final, após derrotar o Vila Nova, seu maior rival, por 1–0, no Serra Dourada. O vice-campeão Santa Cruz também foi promovido, na última rodada, após empate sem gols diante do Goiás.
Já na parte debaixo da tabela, oficialmente seis equipes foram rebaixadas: Desportiva Ferroviária, América de Natal, Tuna Luso, Paysandu, Criciúma e União São João. No entanto, na temporada seguinte, cinco delas (com exceção apenas da Tuna Luso) foram convidadas para disputar o Módulo Amarelo da Copa João Havelange, equivalente à segunda divisão no escalão do torneio, nulificando assim a maioria dos rebaixamentos.

## Regulamento
Na primeira fase, os 22 participantes se enfrentaram em turno único, com os oito melhores avançando à segunda fase e os seis últimos colocados sendo rebaixados. Na segunda fase, os oito classificados foram agrupados em quatro chaves de dois clubes cada, desta forma: 1º contra 8º; 2º contra 7º; 3º contra 6º e 4º contra 5º, em um sistema eliminatório melhor de três partidas. A fase final constou de um quadragular, em turno e returno, que definiu o campeão e os promovidos: o melhor colocado ficou com o título do campeonato; enquanto os dois melhores garantiram o acesso.
Critérios de desempate
Em caso de empate de pontos entre dois ou mais clubes, o critério de desempate foi o seguinte:
1. Número de vitórias
2. Saldo de gols
3. Gols pró
4. Confronto direto
5. Sorteio

## Primeira fase
A primeira fase foi disputada entre os dias 1 de agosto e 30 de outubro.
| Pos. | Equipes                | P  | J  | V  | E  | D  | GP | GC | SG  | Classificação ou rebaixamento |
| ---- | ---------------------- | -- | -- | -- | -- | -- | -- | -- | --- | ----------------------------- |
| 1    | São Caetano            | 45 | 21 | 13 | 6  | 2  | 33 | 15 | +18 | Classificados à próxima fase  |
| 2    | Bahia                  | 37 | 21 | 9  | 10 | 2  | 38 | 23 | +15 | Classificados à próxima fase  |
| 3    | Goiás                  | 36 | 21 | 10 | 6  | 5  | 35 | 22 | +13 | Classificados à próxima fase  |
| 4    | Vila Nova              | 34 | 21 | 9  | 7  | 5  | 30 | 19 | +11 | Classificados à próxima fase  |
| 5    | América Mineiro        | 33 | 21 | 9  | 6  | 6  | 33 | 21 | +12 | Classificados à próxima fase  |
| 6    | Ceará                  | 32 | 21 | 9  | 5  | 7  | 25 | 20 | +5  | Classificados à próxima fase  |
| 7    | Avaí                   | 32 | 21 | 9  | 5  | 7  | 26 | 29 | 13  | Classificados à próxima fase  |
| 8    | Santa Cruz             | 30 | 21 | 9  | 3  | 9  | 22 | 29 | –7  | Classificados à próxima fase  |
| 9    | XV de Piracicaba       | 30 | 21 | 8  | 6  | 7  | 23 | 22 | +1  |                               |
| 10   | Londrina               | 30 | 21 | 8  | 6  | 7  | 23 | 25 | –2  |                               |
| 11   | CRB                    | 29 | 21 | 8  | 5  | 8  | 20 | 24 | –4  |                               |
| 12   | Bragantino             | 29 | 21 | 8  | 5  | 8  | 23 | 31 | –8  |                               |
| 13   | Remo                   | 27 | 21 | 7  | 6  | 8  | 28 | 29 | –1  |                               |
| 14   | ABC                    | 27 | 21 | 6  | 9  | 6  | 28 | 29 | –1  |                               |
| 15   | Joinville              | 26 | 21 | 8  | 2  | 11 | 22 | 25 | –3  |                               |
| 16   | Sampaio Corrêa         | 26 | 21 | 7  | 5  | 9  | 40 | 37 | +3  |                               |
| 17   | União São João         | 26 | 21 | 6  | 8  | 7  | 28 | 25 | +3  | Rebaixados à Série C de 2000  |
| 18   | Criciúma               | 24 | 21 | 6  | 6  | 9  | 27 | 36 | –9  | Rebaixados à Série C de 2000  |
| 19   | Paysandu               | 24 | 21 | 5  | 9  | 7  | 24 | 28 | –4  | Rebaixados à Série C de 2000  |
| 20   | Tuna Luso              | 22 | 21 | 6  | 4  | 11 | 24 | 36 | –12 | Rebaixados à Série C de 2000  |
| 21   | América de Natal       | 22 | 21 | 6  | 4  | 11 | 25 | 31 | –6  | Rebaixados à Série C de 2000  |
| 22   | Desportiva Ferroviária | 9  | 21 | 2  | 3  | 16 | 12 | 33 | –21 | Rebaixados à Série C de 2000  |

## Segunda fase
A segunda fase foi disputada entre os dias 6 e 16 de novembro.
Em itálico, as equipes que possuem o mando de campo no primeiro jogo do confronto e em negrito as equipes classificadas.
| Equipe 1        | Total | Equipe 2    | 1º jogo | 2º jogo | 3º jogo |
| --------------- | ----- | ----------- | ------- | ------- | ------- |
| Avaí            | 2–5   | Bahia       | 1–2     | 1–3     | —       |
| Ceará           | 4–8   | Goiás       | 0–3     | 4–3     | 0–2     |
| Santa Cruz      | 5–4   | São Caetano | 1–0     | 3–4     | 1–0     |
| América Mineiro | 3–5   | Vila Nova   | 2–2     | 0–0     | 1–3     |

## Fase final
O quadrangular final foi disputado entre os dias 20 de novembro e 12 de dezembro.
| Legenda | Legenda                                    |
| ------- | ------------------------------------------ |
|         | Campeão e promovido para a Série A de 2000 |
|         | Promovido para a Série A de 2000           |

| Pos | Equipes    | Pts | J | V | E | D | GP | GC | SG |
| --- | ---------- | --- | - | - | - | - | -- | -- | -- |
| 1   | Goiás      | 11  | 6 | 3 | 2 | 1 | 5  | 3  | +2 |
| 2   | Santa Cruz | 10  | 6 | 3 | 1 | 2 | 6  | 5  | +1 |
| 3   | Bahia      | 7   | 6 | 2 | 1 | 3 | 9  | 9  | 0  |
| 4   | Vila Nova  | 6   | 6 | 2 | 0 | 4 | 7  | 10 | –3 |

|            | BAH | GOI | STC | VIL |
| ---------- | --- | --- | --- | --- |
| Bahia      | —   | 1–2 | 1–0 | 4–2 |
| Goiás      | 0–0 | —   | 0–0 | 1–0 |
| Santa Cruz | 2–1 | 2–1 | —   | 2–1 |
| Vila Nova  | 3–2 | 0–1 | 1–0 | —   |

## Artilharia
| Gols | Jogador     | Equipe         |
| ---- | ----------- | -------------- |
| 25   | Uéslei      | Bahia          |
| 14   | Róbson      | ABC            |
| 12   | Jairo Lenzi | Sampaio Corrêa |
| 11   | Fernandão   | Goiás          |
| 9    | Dill        | Goiás          |
| 8    | Mael        | Tuna Luso      |

## Premiação
| Campeonato Brasileiro 1999 Série B      |
| Goiás                                   |
| --------------------------------------- |
| Goiás Esporte Clube Campeão (1º título) |